# Liste der Kulturdenkmale in Tasdorf
In der Liste der Kulturdenkmale in Tasdorf sind alle Kulturdenkmale der schleswig-Holsteinischen Gemeinde Tasdorf (Kreis Plön) aufgelistet (Stand: 10. März 2025).

## Legende
In den Spalten befinden sich folgende Informationen:
- Objekt-ID: die Nummer des Kulturdenkmales
- Lage: die Adresse des Kulturdenkmales und die geographischen Koordinaten. Kartenansicht, um Koordinaten zu setzen. In der Kartenansicht sind Kulturdenkmale ohne Koordinaten mit einem roten Marker dargestellt und können in der Karte gesetzt werden. Kulturdenkmale ohne Bild sind mit einem blauen Marker gekennzeichnet, Kulturdenkmale mit Bild mit einem grünen Marker.
- Offizielle Bezeichnung: Bezeichnung des Kulturdenkmales
- Beschreibung: die Beschreibung des Kulturdenkmales
- Bild: ein Bild des Kulturdenkmales

## Bauliche Anlage
| Objekt-ID | Lage                                      | Offizielle Bezeichnung       | Beschreibung | Bild |
| --------- | ----------------------------------------- | ---------------------------- | --- | ---- |
| 39335     | Am Denkmal 4 (54° 5′ 43″ N, 10° 1′ 40″ O) | Wohn- und Wirtschaftsgebäude | Wohn- und Wirtschaftsgebäude; 1925; eingeschossiger Backsteinbau mit Mansarddach auf winkelförmigem Grundriss, Risalit und Querhaus mit Knickgiebeln, drei Hausbäume - Begründung: geschichtlich, städtebaulich - Schutzumfang: Wohn- und Wirtschaftsgebäude, Hausbäume - Denkmaltyp: Bauliche Anlage | BW   |

## Quelle
- Liste der Kulturdenkmale in Schleswig-Holstein – Kreis Plön (PDF)

- Karte mit allen Koordinaten:
- OSM |
- WikiMap